# Parco nazionale di Nagarhole

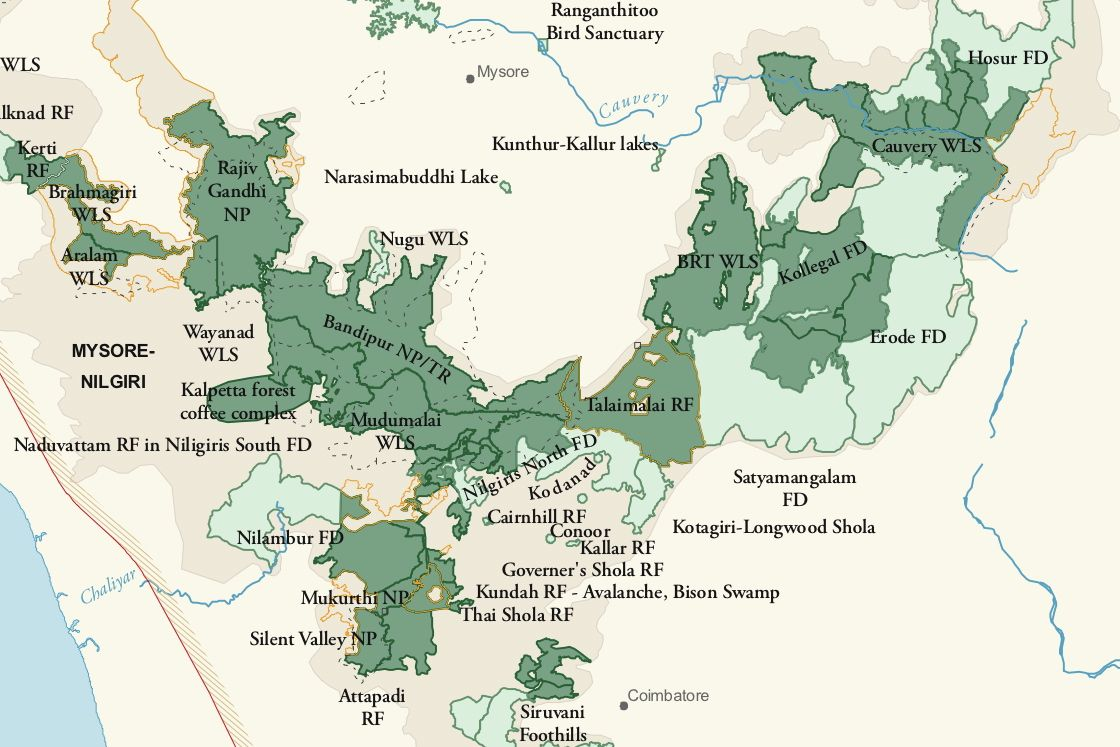
Posizione del parco nazionale (indicato come Rajiv Gandhi NP) e delle altre aree protette della riserva della biosfera del Nilgiri.

Il parco nazionale di Nagarhole (in kannada ನಾಗರಹೊಳೆ ರಾಷ್ಟ್ರೀಯ ಉದ್ಯಾನವನ), noto anche come parco nazionale Rajiv Gandhi, è un'area protetta dell'India meridionale nello stato del Karnataka. È incastonato tra i Ghati occidentali e i monti Nilgiri e copre un'area di circa 640 chilometri quadrati nei distretti di Kodagu e Mysore. Insieme al vicino parco nazionale di Bandipur (870 km² ca.) e al parco nazionale di Mudumalai (320 km² ca.), costituisce il più grande complesso di aree protette dell'India meridionale.

## Storia
La maggior parte di quello che in seguito sarebbe diventato il parco nazionale di Nagarhole venne designata come riserva naturale (sanctuary) nel 1955. Il 2 febbraio 1975 l'area protetta ricevette lo status di parco nazionale. Successivamente all'area vennero aggiunti altri 71,84 km², portando ad una superficie complessiva di 643,39 km². Di questi, 354,95 km² si trovano nel distretto di Mysore e 288,4 km² nel distretto di Kodagu. Nel settembre 1986, il parco nazionale entrò a far parte della riserva della biosfera del Nilgiri, da poco istituita. Nel 2007, i 5520 km² della rete delle aree protette della regione Ghati occidentali-Nilgiri, compreso l'intero parco nazionale di Nagarhole, sono stati inseriti nella lista dei candidati a patrimonio dell'umanità dell'UNESCO. Nel 2000, il parco è stato dichiarato 37ª riserva delle tigri insieme alla limitrofa riserva delle tigri di Bandipur. Il parco nazionale, o riserva delle tigri, è circondato da una zona cuscinetto che comprende 200,57 km² di area boschiva e 361,84 km² di area non boschiva. La superficie totale (parco nazionale e zona cuscinetto) è di circa 1206 km². La riserva delle tigri di Nagarhole è direttamente adiacente alle altre riserve delle tigri vicine (parco nazionale di Bandipur, parco nazionale di Mudumalai, riserva naturale di Wayanad e Biligiriranga Hills).

## Flora e fauna
La vegetazione è costituita principalmente da foreste tropicali e da paesaggi arbustivi ed erbosi. Le zone nord-occidentali del parco sono più umide di quelle meridionali al confine con il parco nazionale di Bandipur.
La riserva offre un habitat a numerosi grandi mammiferi che altrove sono già scomparsi. Nagarhole, ad esempio, ospita una considerevole popolazione di elefanti, che si radunano intorno agli specchi d'acqua durante la stagione secca. I grandi predatori sono rappresentati da tigri, leopardi, orsi labiati e cuon, gli ungulati da gaur, antilopi quadricorne, sambar, cervi pomellati, muntjak, traguli macchiati indiani e cinghiali. Qui vivono tre specie diverse di scimmie, il macaco dal berretto, l'entello e il sileno. Sulle montagne che circondano il parco vivono anche il tahr del Nilgiri e il langur del Nilgiri.

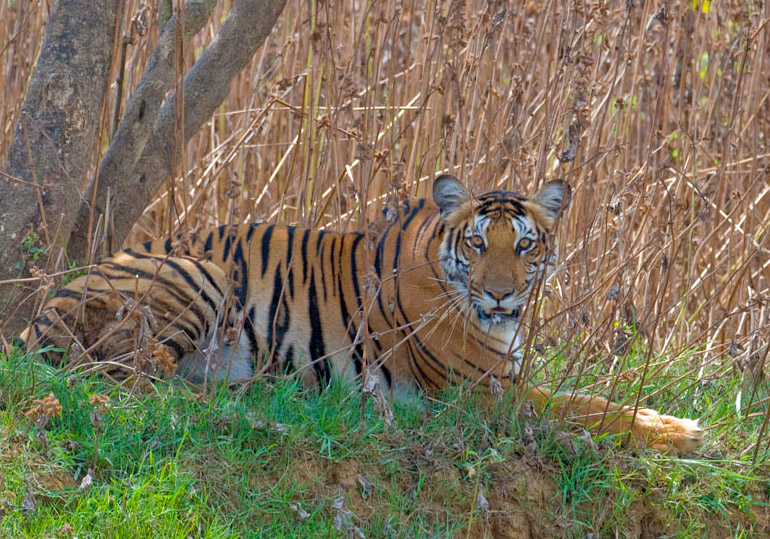
Tigre
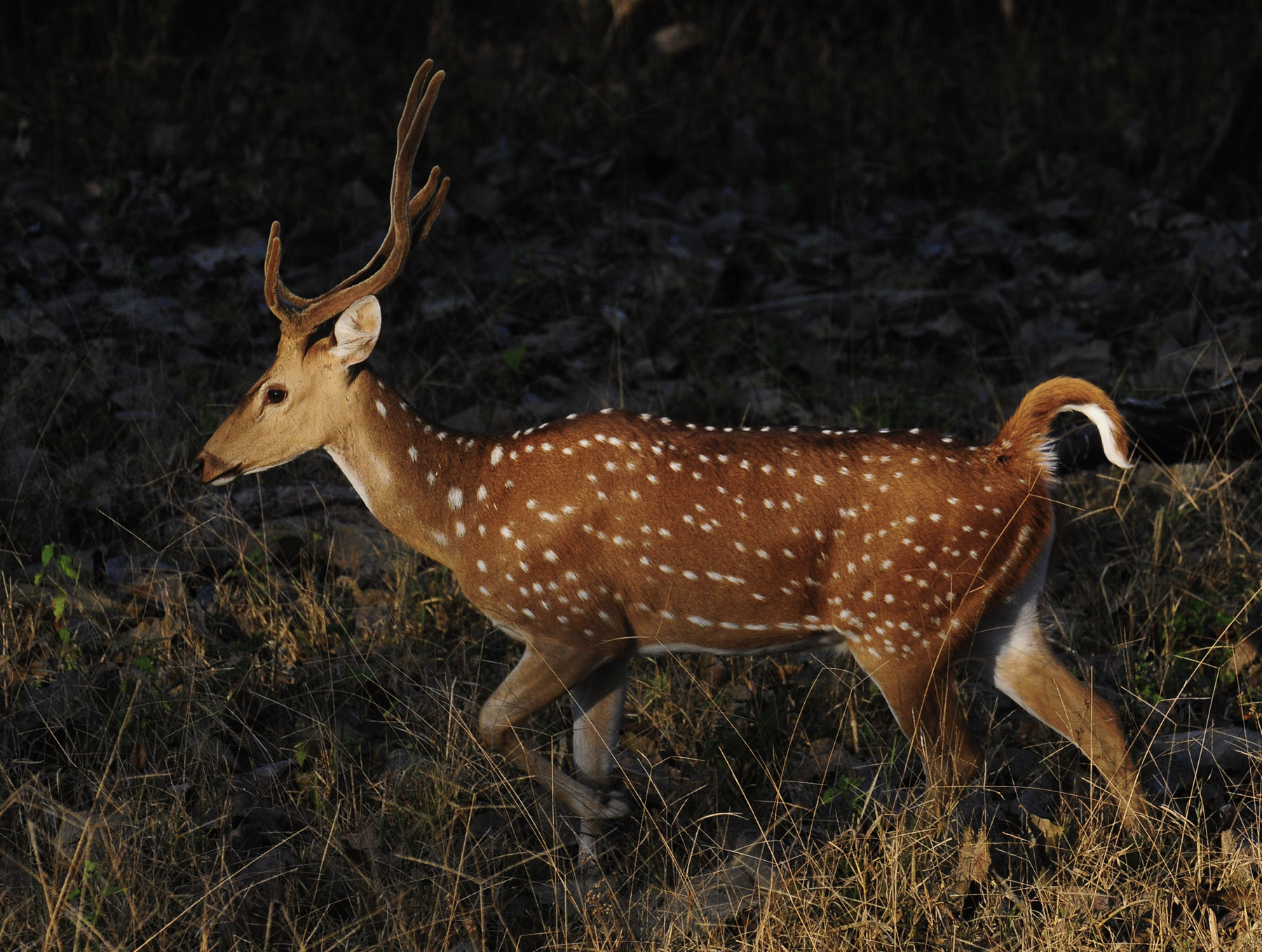
Cervo pomellato
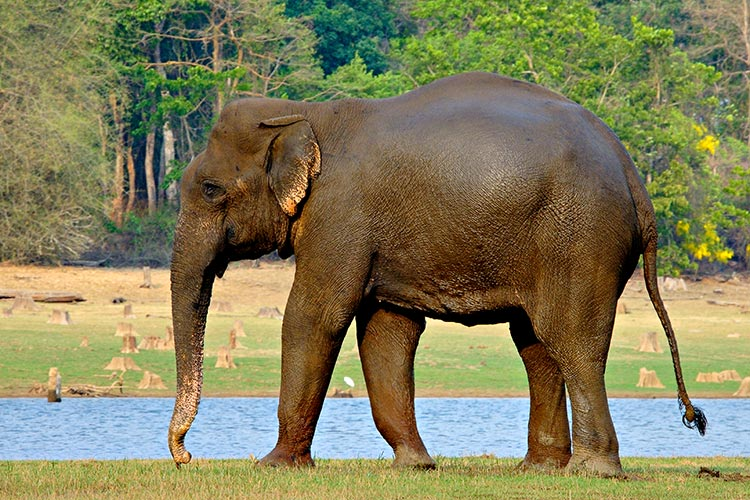
Elefante
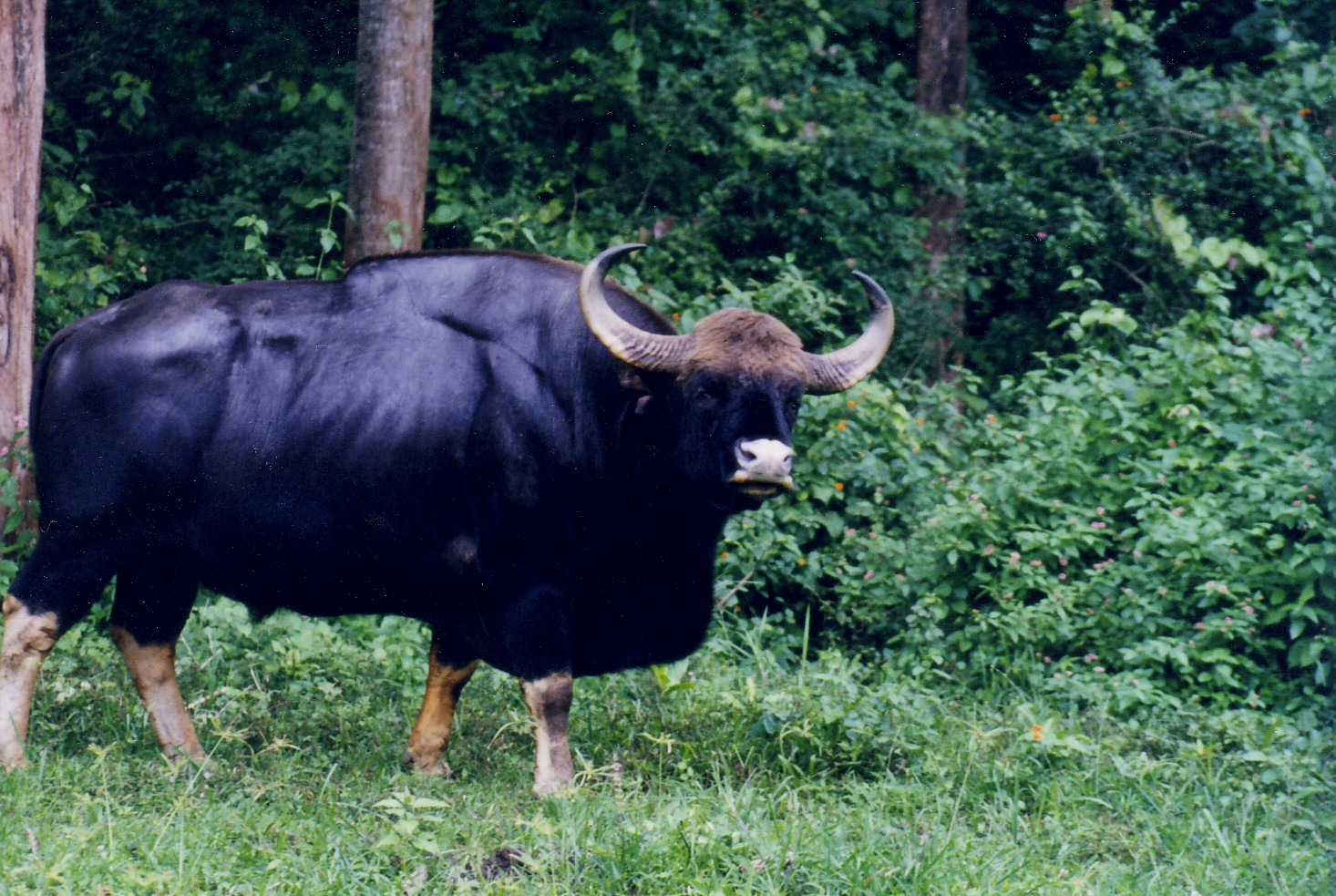
Maschio di gaur